# Commandos 2: Men of Courage
Commandos 2: Men of Courage, é um jogo de computador que faz parte da saga Commandos.
Publicado para PC, Mac, PlayStation 2 e XBOX. O motor gráfico do jogo foi inovado, foi adicionada uma nova personagem e adicionados novos items e funcionalidades nas personagens tal como nos inimigos.
Uma das melhorias do jogo foram sem dúvida os gráficos. Tal como agora é possível entrar em outras áreas do mapa, casas, armazéns e bunkers.
As missões foram melhoradas e ganharam mais vida, além das missões, sendo possível ver por janelas ou fechaduras ou explorar armários e corpos para procurar por objectos, sejam armas, cigarros, objectivos ou pedaços de fotos para completar o Bónus, completando uma fotografia é possível se activar uma missão bónus.
Cada vez que um soldado inimigo observa um dos comandos, uma linha aparece entre o soldado e a personagem, podendo-se saber pelas suas cores se o soldado está em estado de alerta (cor vermelha) ou não (cor azul). Sempre que as personagens se movimentam correndo, é possível ver uma bolha de som, para saber se a personagem está fazendo barulho ou não.

## Missões
1. Night of the Wolves
2. Das Boot, Silent Killers
3. White Death
4. Target: Burma
5. Bridge over the River Kwai
6. The Guns of Savo Island
7. The Giant in Haiphong
8. Saving Private Smith
9. Castle Colditz
10. Is Paris Burning?